# パンチェヴォ
パンチェヴォ （Pančevo、セルビア語・キリル文字表記: Панчево）は、セルビアの都市および基礎自治体。ヴォイヴォディナ自治州に属し、ベオグラードの北東15kmの位置にある。2002年の市の人口は77,087人、基礎自治体全体では127,162人であった。南バナト郡の行政中心地である。また、市内を流れるティミシュ川（セルビア語ではタミシュ川）の重要な川港も持つ。

## 市名
セルビア語では、町はパンチェヴォであるが、ハンガリー語ではパンチョヴァ (Pancsova)、トルコ語ではパンチョヴァ (Pançova)、ドイツ語ではパンチョヴァ (Pantschowa)、ルーマニア語ではパンチョヴァ (Panciova)、スロバキア語ではパンチェヴォ (Pánčevo)、ルシン語ではパンチェヴォ（Панчево）となる。

## 歴史
最初に歴史上に登場する記録は、12世紀である。市は16世紀までハンガリー王国に属し、その後オスマン帝国に支配された。トルコ支配の間、市はテメシュヴァル県の一部であった。そして広大な定住地に最も多く暮らしていたのはセルビア人であった。
1716年から、市はハプスブルク君主国支配下に入った。そしてハプスブルク家の軍直轄地テメシュヴァルのバナト県 (en) に含まれた。1751年、県の北部分が民政下に入り、その間南部分（パンチェヴォを含む）は軍政国境地帯 (バナト・クライナ) に含まれていた。この時代、市は2つの自治体に分割されていた。一つはセルビア人の、もう片方はドイツ人の自治体であった。1767年の調査によると、セルビア人自治体の人口は、424世帯であるのに対し、ドイツ人自治体は132世帯であった。1787年の調査では、市の人口のうち3506人が正教会信徒で、2005人がカトリック教徒であった。1787年から1788年の短期間、市はトルコ支配に置かれた。1794年、パンチェヴォのセルビア人自治体とドイツ人自治体とが一つに合同した。
1848年から1849年にかけ、パンチェヴォはオーストリア帝国内のセルビア人州、スルプスカ・ヴォイヴォディナ（セルビア人のヴォイヴォディナ）の一部であった。しかし1849年に軍事境界線下へ戻った。1873年、バナトの軍事境界線が廃止され、市はトロンタール県へ編入された。1910年の調査によると、市の人口は20,808人で、そのうち8714人がセルビア語を話し、7,467人がドイツ語を、3,364人がハンガリー語を話した。
1918年から、パンチェヴォはセルブ・クロアート・スロヴェーヌ王国（のちにユーゴスラビア王国となる）の一部となった。1921年の調査によると、市の人口は19,362人、セルビア人は9,422人、ドイツ人7,237人、ハンガリー人887人であった。1918年から1922年にかけ、市はバナト県に属し、1922年から1929年までベオグラード州に属し、1929年から1941年までベオグラード市行政に含まれていた。
1941年から1944年にかけ、パンチェヴォは枢軸国側に占領されていた。パンチェヴォは、ドイツ占領下のセルビアに含まれるバナト州の一部であった。1944年以降、市は新たにできたユーゴスラビア社会主義連邦共和国のヴォイヴォディナ自治州に含まれた。2003年から2006年までセルビア・モンテネグロに含まれていた。
1999年から、市はNATO軍の空襲で被害を受けた。標的となったのは、石油精製施設、飛行機工場、化学プラントであった。

## 基礎自治体パンチェヴォ
基礎自治体パンチェヴォには、町としてカチャレヴォとスタルチェヴォが含まれている。
- バナツキ・ブレストヴァツ (Banatski Brestovac)
- バナツコ・ノヴォ・セロ
- グロゴニ
- ドロヴォ
- イヴァノヴォ
- ヤブカ
- オモリツァ

## 市内の区
- ツェンタル
- マルギタ
- ヴォイロヴィツァ
- トポラ
- ストレリシュテ
- テスラ
- ミサ・ヴィノグラディ
- コテジュ (Kotež 1, Kotež 2)
- ウトヴィナ・コロニヤ
- クデリャルスキ・ナシプ
- ペペリャラ
- ソダラ
- ムラドスト
- マリ・ロンドン

## 統計

### 基礎自治体内における人口と主要民族集団
| 年    | 人口    | セルビア人 | ドイツ人 | ルーマニア人 | ハンガリー人 | スロバキア人 | マケドニア人 | ユーゴスラビア人 | クロアチア人 | ロマ人 | その他 |
| ----- | ------- | ---------- | -------- | ------------ | ------------ | ------------ | ------------ | ---------------- | ------------ | ------ | ------ |
| 1910. | 62,491  | 31.0%      | 36.72%   | 15.77%       | 10.30%       | 2.05%        | 0.0%         | 0.0%             | 2.2%         | 0.53%  | 1.43%  |
| 1931. | 63,158  | 36.15%     | 38.50%   | N.D          | 7.37%        | N.D          | 0.0%         | 0.0%             | N.D          | N.D    | 17.96% |
| 1961. | 93,744  | 64.40%     | N.D      | 7.71%        | 8.17%        | 2.30         | N.D          | N.D              | 2.99%        | 0.22%  | 14.21% |
| 1991. | 125,261 | 68.92%     | 0.24%    | 4.03%        | 4.02%        | 1.39%        | N.D          | N.D              | 1.35%        | 0.79%  | 19.26% |
| 2002. | 127,162 | 76.38%     | 0.18%    | 3.19%        | 3.17%        | 1.24%        | 4.14%        | 2.35%            | 0.92%        | 1.09%  | 7.34%  |

基礎自治体内の定住地のほとんどにおいて、多数派を占めたのはセルビア人であった。民族の入り交じった定住地でハンガリー人が多数派を占めたのはイヴァノヴォであった。現在、パンチェヴォ北部で中国人コミュニティーが成長している。

### 市の人口と主要民族集団
| 年   | Total  | セルビア人 | ドイツ人 | ユーゴスラビア人 | ハンガリー人 | スロバキア人 | マケドニア人 | モンテネグロ人 | クロアチア人 | ルーマニア人 | その他 |
| ---- | ------ | ---------- | -------- | ---------------- | ------------ | ------------ | ------------ | -------------- | ------------ | ------------ | ------ |
| 1910 | 20,808 | 41.88%     | 35.89%   | 0.0%             | 16.17%       | 1.17%        | 0.0%         | 0.0%           | 0.65%        | -            | 4.24%  |
| 1921 | -      | 48%(*)     | 37%      | -                | 8%           | -            | -            | -              | (*)          | 7%           | -      |
| 1991 | 72,793 | 72.57%     | N.D      | 8.75%            | 5.56%        | 2.20%        | 2.40%        | 1.88%          | 1.35%        | -            | 5.29%  |
| 2002 | 77,087 | 79.08%     | N.D      | 2.35%            | 4.25%        | 1.82%        | 1.55%        | 1.03%          | 0.92%        | -            | 9.00%  |

(*) 1921年調査では、セルビア人とクロアチア人は同時に数えられていた。

## 文化
パンチェヴォは国内最古の修道院の一つがある。現在、それは石油精製施設敷地内にある。
- ヴォイロヴィツァ修道院

市は多くの文化的行事を持つ。その一つはアートテックで、国際的なデジタル・アートの催しである。

## 経済
パンチェヴォには、セルビア石油産業 (NIS) の主力製油所等を中心に工業地帯が形成されており、石油化学、化学肥料製造、機械部品製造、飛行機産業を背景に強力な工業の土台を持つ。

## 出身者
- ネマニャ・ダングビッチ - バスケットボール選手
- ネマニャ・アントノヴ - サッカー選手

## ギャラリー

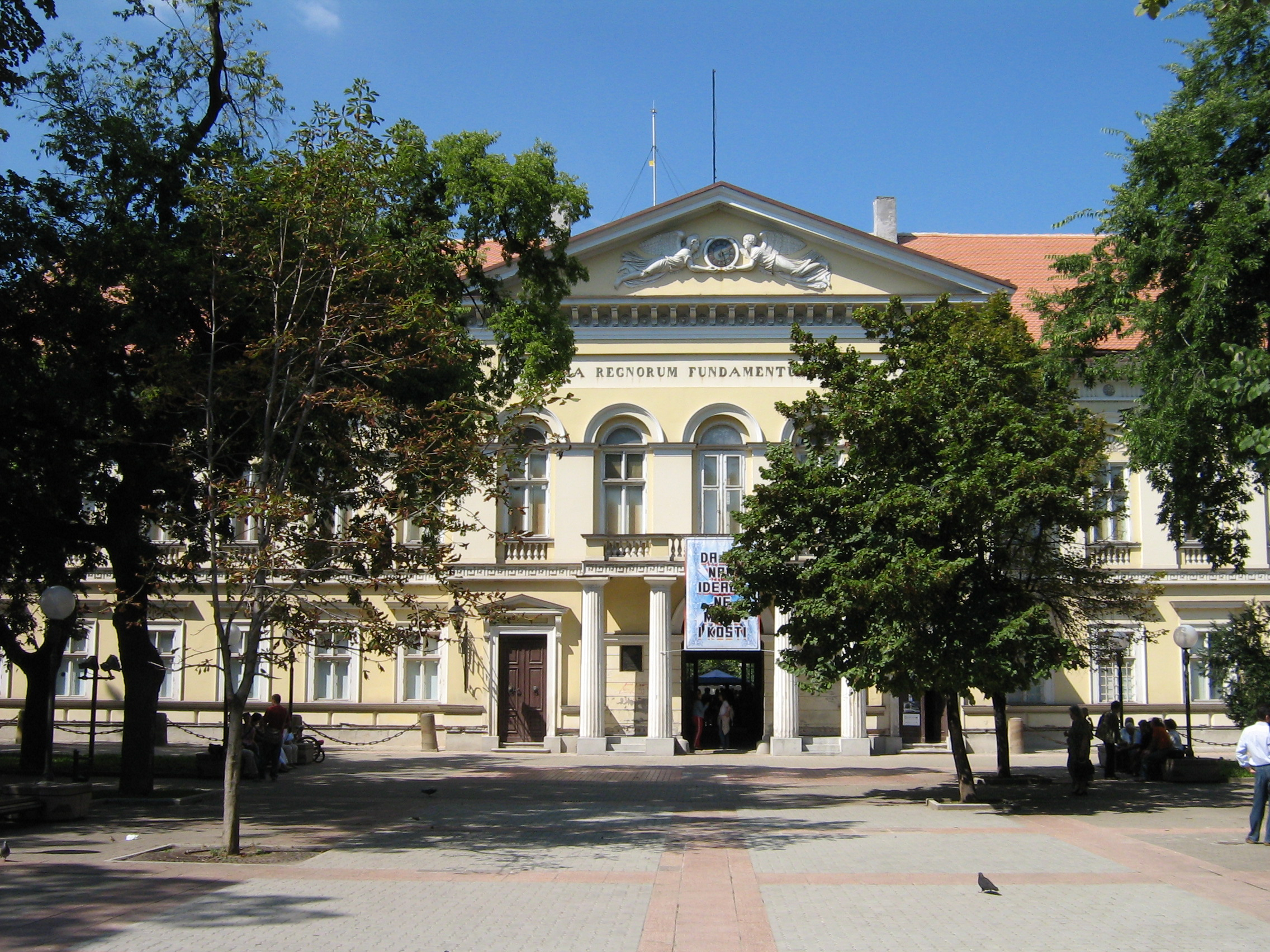
国民博物館
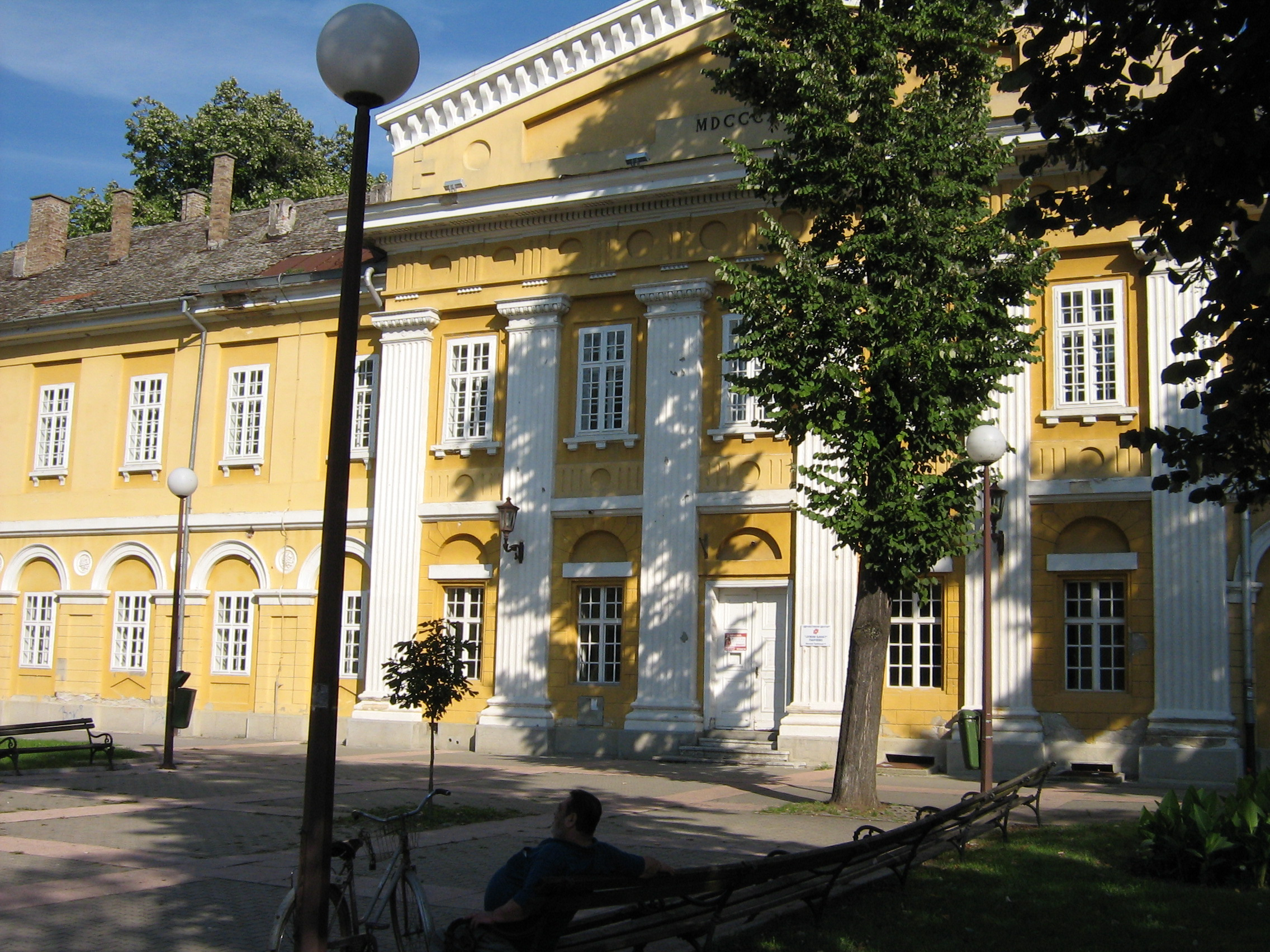
病院の建物
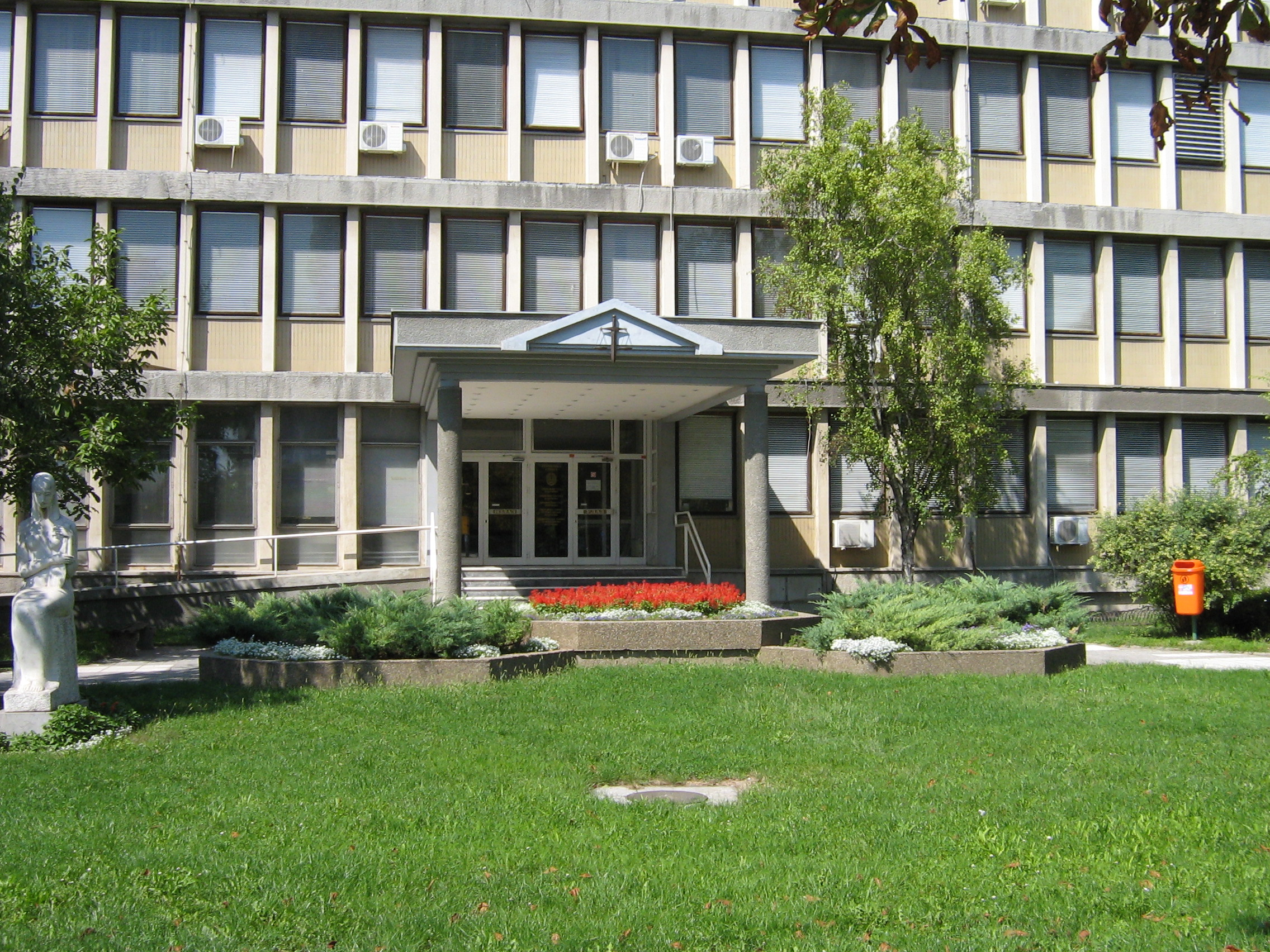
基礎自治体裁判所
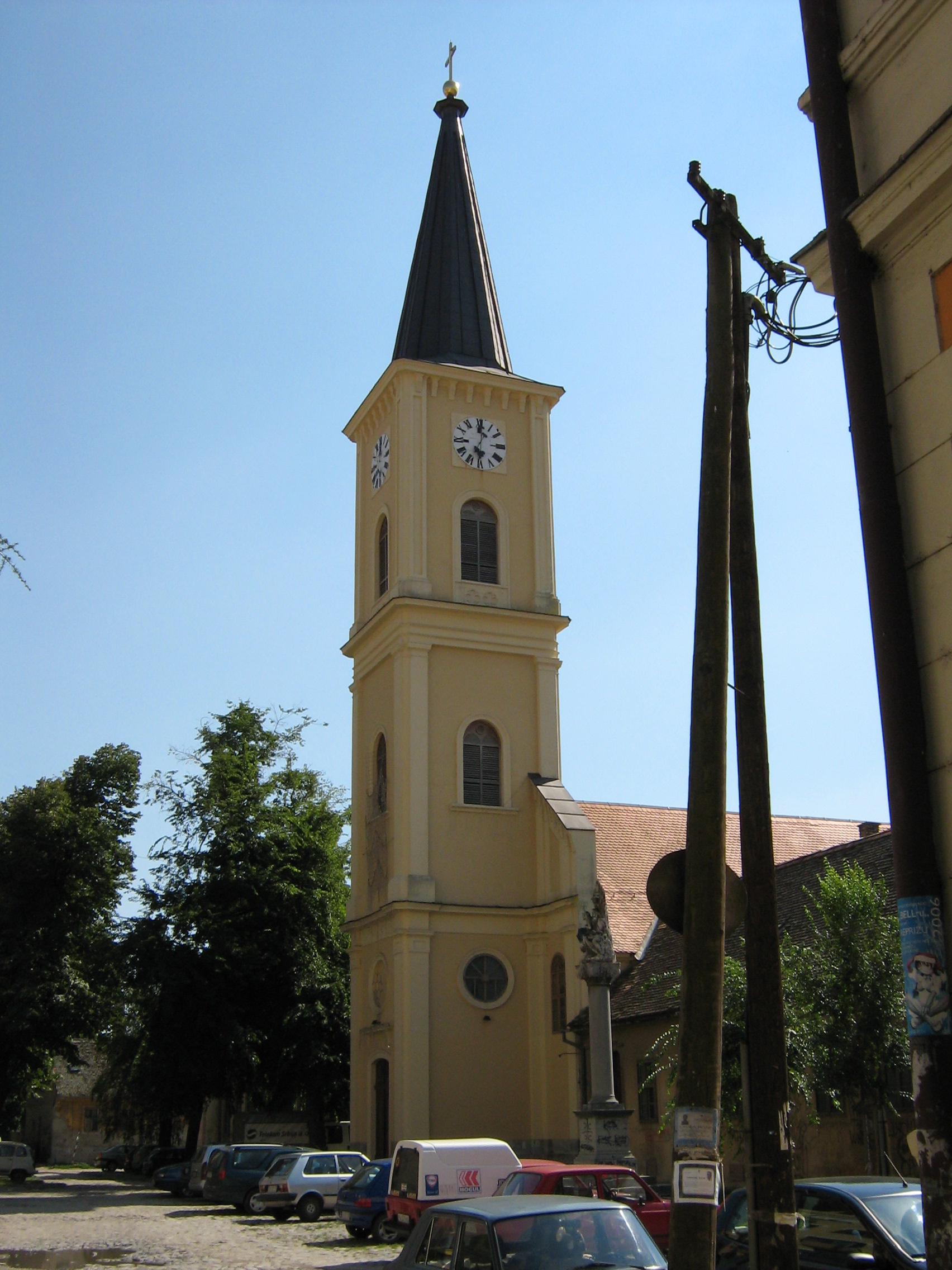
カトリック教会
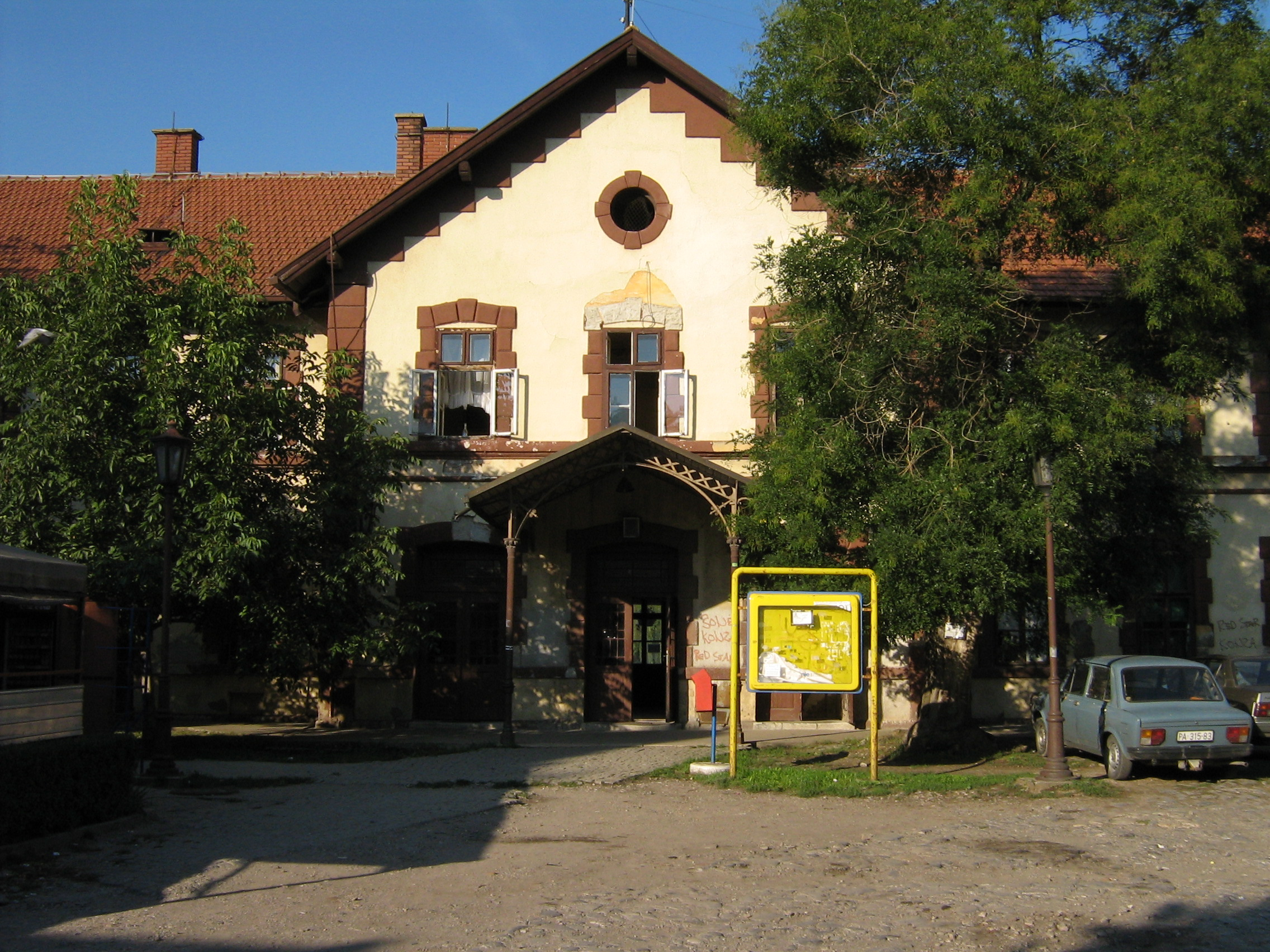
鉄道駅
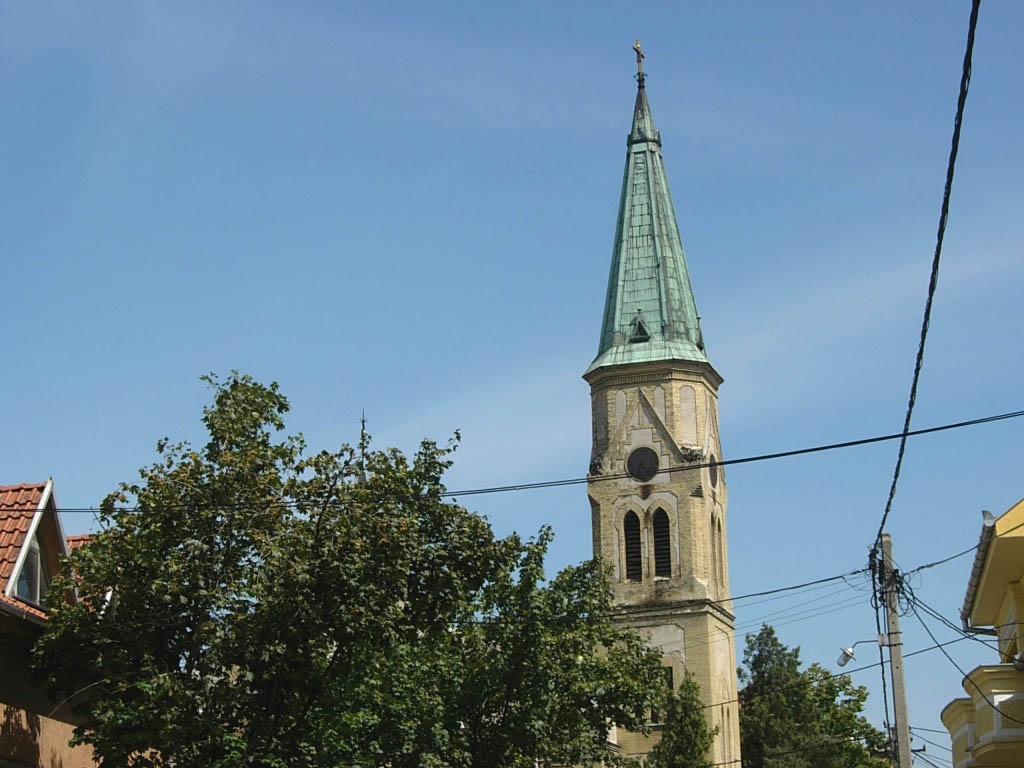
福音主義教会
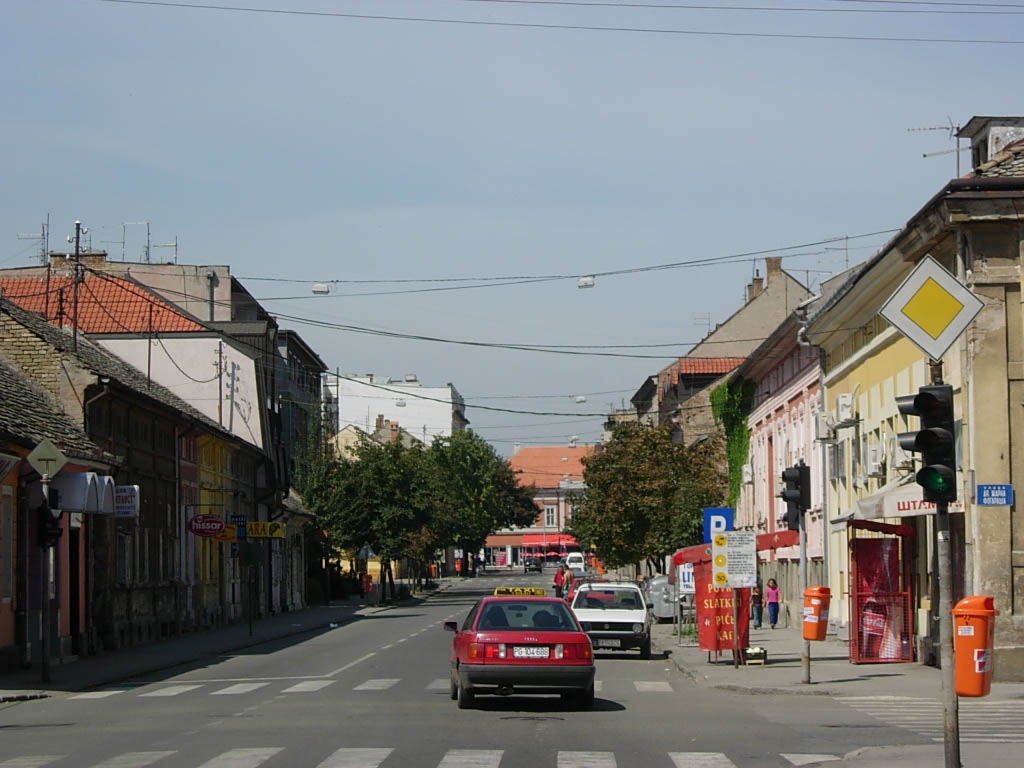
旧市街
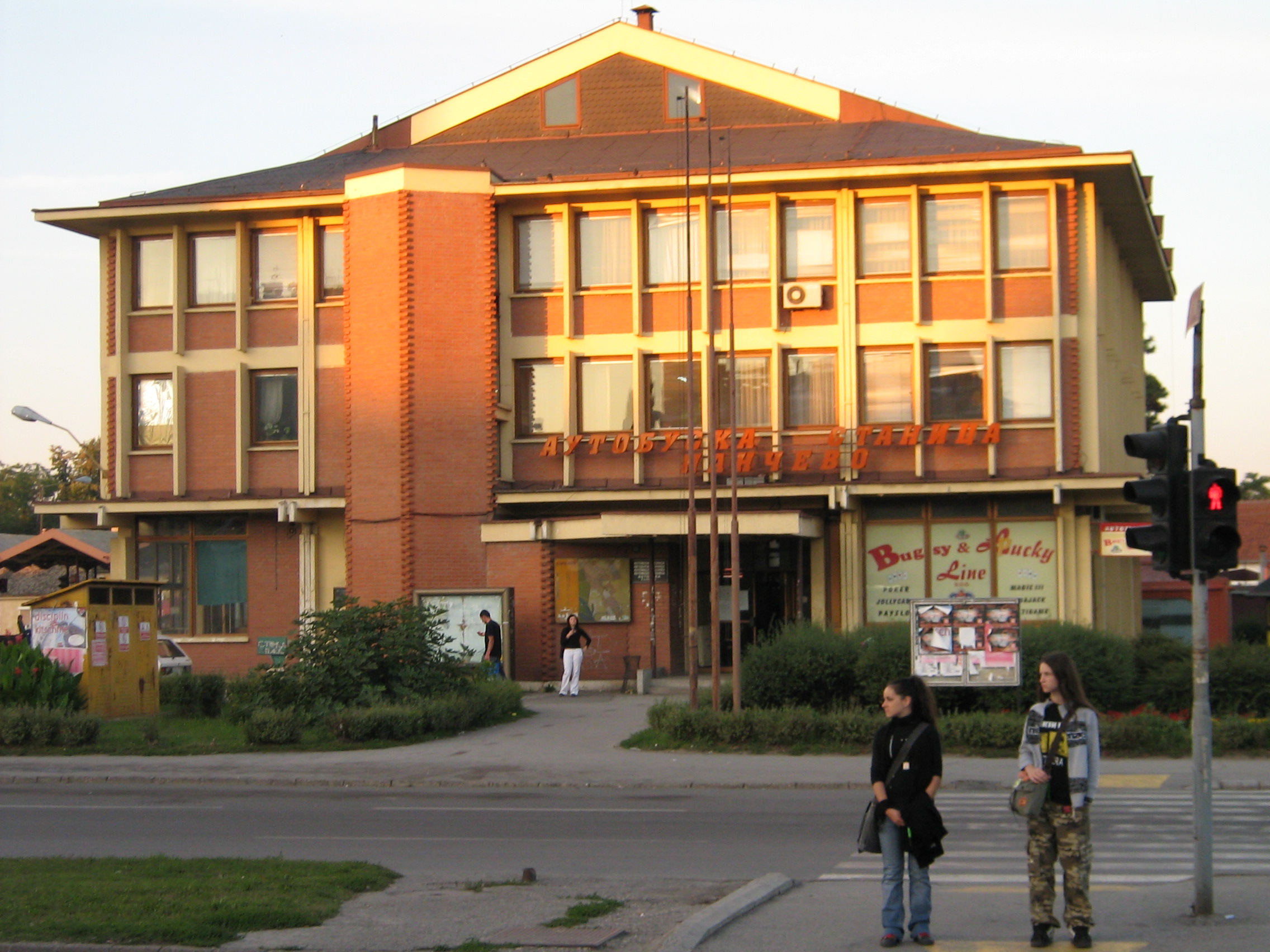
バスの停留所
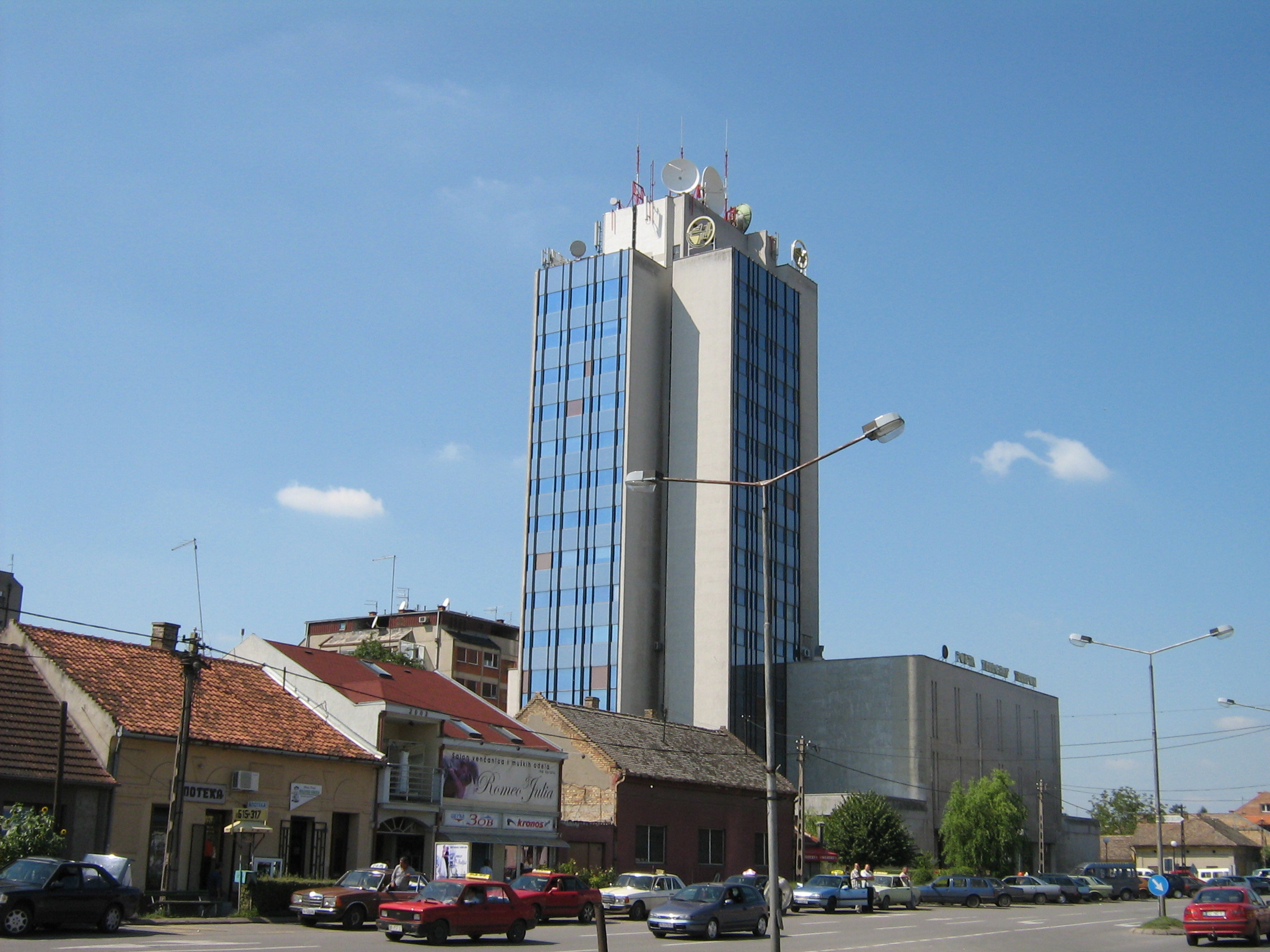
郵便局庁舎
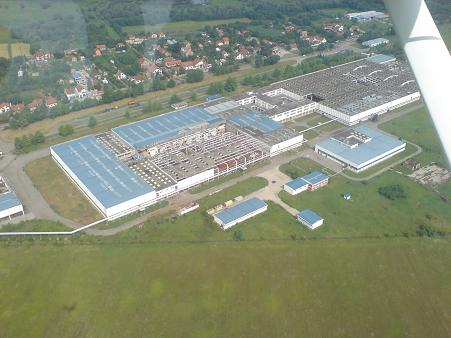
市内の航空機メーカー・UTVA社の航空機工場

## 姉妹都市
- ブローニュ＝ビヤンクール, フランス
- ネアポリス, ギリシャ
- プリイェドル, ボスニア・ヘルツェゴビナ
- レシツァ, ルーマニア
- ザーンスタット, オランダ